# CTU: Marine Sharpshooter
CTU: Marine Sharpshooter — відеогра в жанрі шутера від першої особи, розроблена Jarhead Games і видана Groove Games, 20 березня 2003 року. Продовження, Marine Sharpshooter II: Jungle Warfare, вийшло у 2004 році.
Гра була видана на iOS тим же видавцем Groove Games 22 березня 2010 року. На iOS гра посіла перше місце в багатьох країнах, її завантажили понад мільйон разів.

## Сюжет
Історія CTU: Marine Sharpshooter детально розповідає про пригоди команди лейтенанта Сміта та сержанта Купера, снайпера-розвідника Корпусу морської піхоти США, які переслідують кількох воєначальників в Афганістані та шукають втрачені ядерні матеріали. Гравець бере на себе роль снайпера, який бореться з армією терористів і найманців, щоб запобігти ядерному голокосту.

## Ігровий процес
Геймплей CTU: Marine Sharpshooter передбачає як снайперську стрільбу, так і ближній бій. Основною механікою стрільби є снайперська з можливістю використання прицілу снайперської гвинтівки для наближення віддалених цілей. Ближній бій ведеться з пістолета з додатковим глушником або ножем. Деколи гравець може вільно досліджувати карту. У грі представлено імітацію снайперських гвинтівок, якими користуються снайпери Корпусу морської піхоти США, а також іншу справжню зброю, таку як штурмові гвинтівки, пістолети та снайперські гвинтівки. Ворог навіть іноді використовує RPG.
Середовище гри варіюється від печер і невеликих сіл Афганістану до засніжених скель і дахів Чечні, й піщаних пляжів і джунглів тихоокеанського острова. Взаємодія між гравцем і середовищем мінімальна.
У грі є напівінтелектуальний споттер, якого можна налаштувати стежити за вами або утримувати позицію, а також «вести вогонь» або «стріляти за бажанням». Споттер називає за компасом напрямок, у якому перебувають вороги, коли вони наближаються до певної відстані. Споттер також може допомогти гравцеві в битві з ворогами. Ви провалюєте місію, якщо споттер загине або якщо ви помрете.
У грі є кілька аптечок як стандартного інвентарю, який трохи підправить вас після ударів. Ваш споттер має власні набори, і він буде використовувати їх під час затишшя в боях. Його не можна залатати, ні навпаки. Крім того, у місії немає додаткових комплектів або боєприпасів. Однак невелику кількість боєприпасів можна отримати зі снайперських гвинтівок, які ви збираєте у мертвих ворогів.

## Оцінки
CTU: Marine Sharpshooter був погано сприйнятий рецензентами, IGN поставила грі 4,1 (погано), а критик назвав його «переробкою» та «імітацією» кращих ігор.

## Продовження
Marine Sharpshooter 2: Jungle Warfare — сиквел, який вийшов 24 червня 2004 року. Сюжет розгортається в одній із найнебезпечніших країн Африки, Бурунді. Ціль — знайти президента країни та врятувати його від озброєних повстанців і безжальних найманців, які їх підтримують. Якщо повстанців не зупинити й президент помре, вони втягнуть регіон у жорстоку громадянську війну.